# Лі Хуань
Лі Хуань (спрощ.: 李焕; кит. трад.: 李煥; піньїнь: Lǐ Huàn; 24 вересня 1917 — 2 грудня 2010) — китайський політичний діяч, голова Виконавчого Юаня Республіки Китай в 1989—1990 роках.

## Кар'єра
Закінчив Фуданський університет і педагогічний коледж Колумбійського університету, отримавши магістерський ступінь.
Від 1972 до 1977 року працював на посаді генерального директора організаційного департаменту Гоміндану. Вийшов у відставку в результаті масових протестів опозиції, що підозрювала Гоміндан у спробі фальсифікації результатів виборів. Після того очолював національну телекомпанію CTV.
В 1979—1984 роках був президентом Національного університету імені Сунь Ятсена в Гаосюні.
1984 року отримав портфель міністра освіти. Перебуваючи на тій посаді, скасував обмеження на довжину волосся студентів, дозволив створювати приватні коледжі, ініціював створення спортивних коледжів, підвищив стипендії для аспірантів.
Від 1987 до 1989 року займав пост Генерального секретаря Гоміндану, ініціювавши процес модернізації партії. В 1989—1990 роках очолював Виконавчий Юань (уряд) Республіки Китай. Вийшов у відставку через постійні суперечки з президентом Лі Ден Хуеєм. Після відставки став одним з активних представників консервативного крила Гоміндану, що протистояло реформам президента Лі.